# Juan Martín Cabezalero

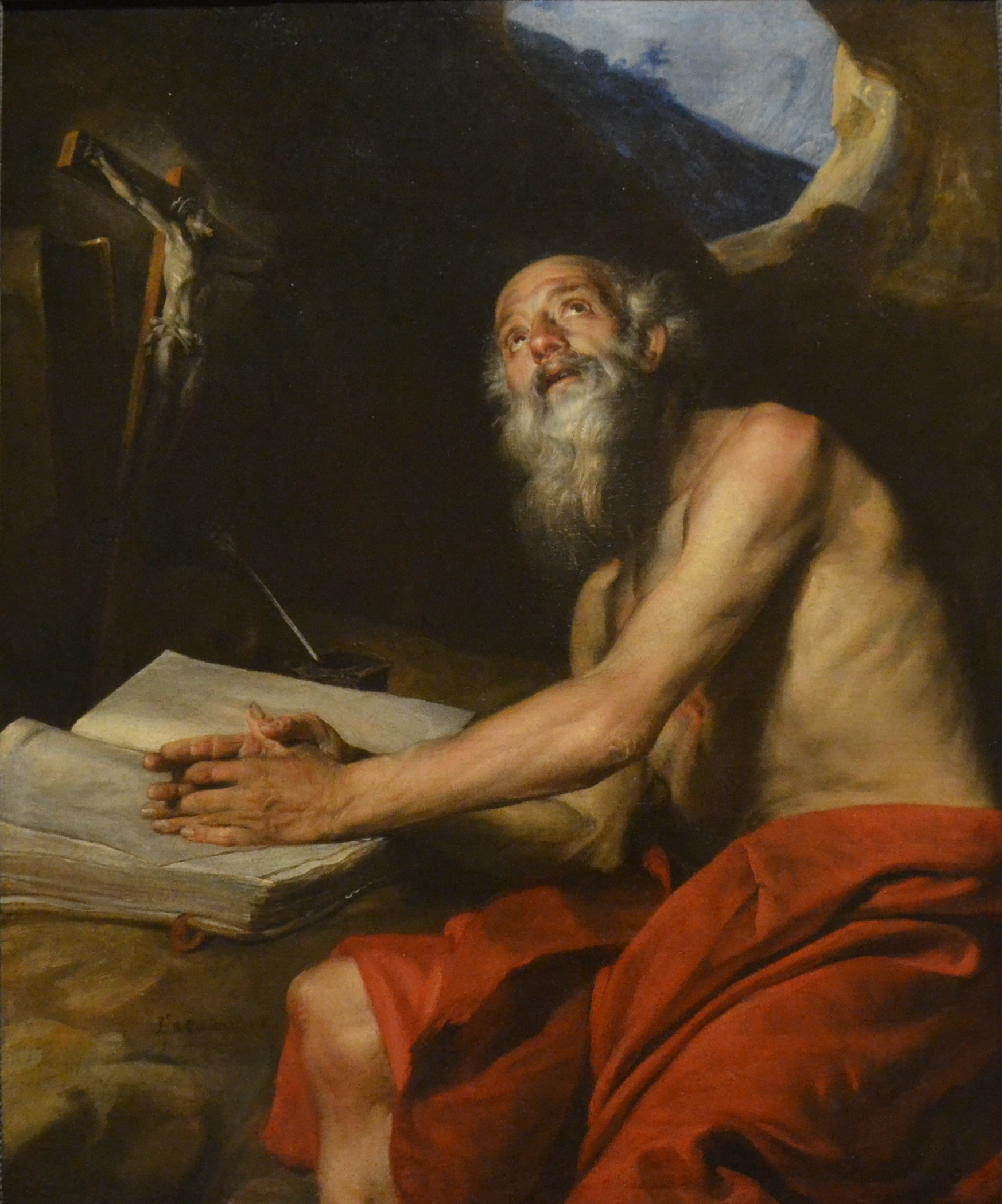
San Jerónimo, 1666, Dallas, Meadows Museum.

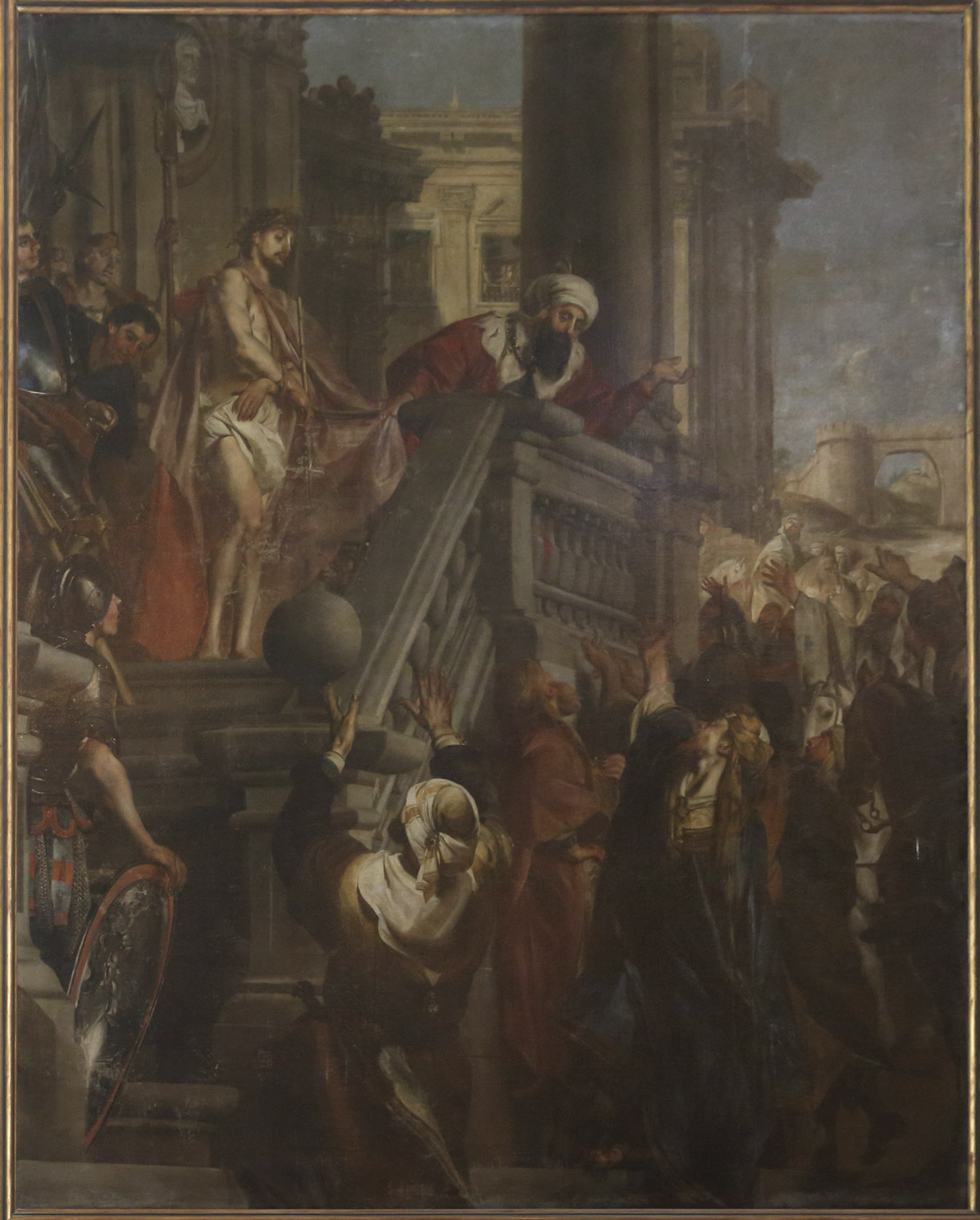
Ecce Homo (Cristo presentado por Pilatos), 1667-1668, Madrid, Capilla del Cristo de los Dolores del Hospital de la Venerable Orden Tercera de Madrid.

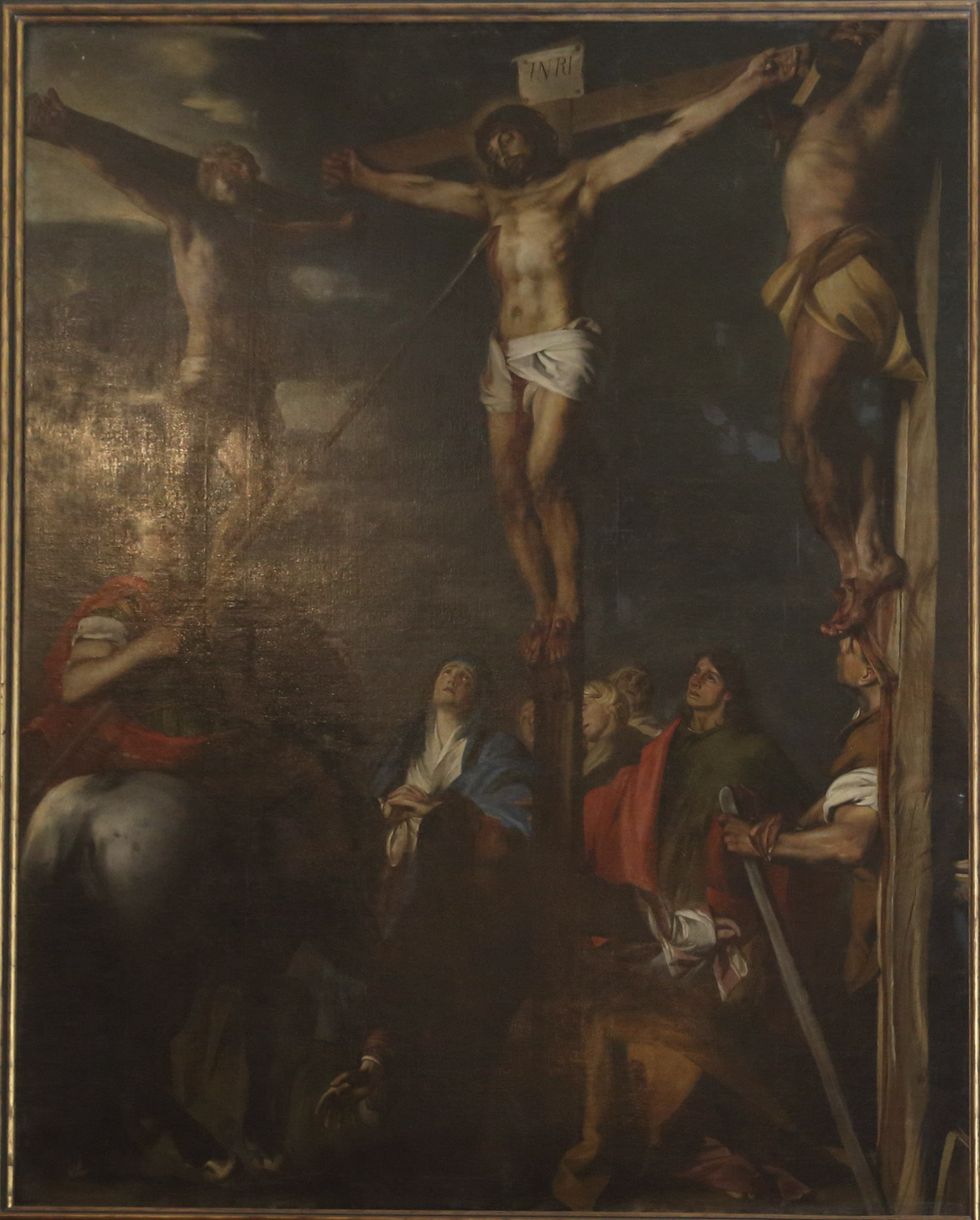
Calvario (La lanzada de Longinos), 1667-1668, Madrid, Capilla del Cristo de los Dolores del Hospital de la Venerable Orden Tercera.

Juan Martín Cabezalero (Almadén, 1645-Madrid, 1673) fue un pintor barroco español, integrante de la escuela madrileña de la segunda mitad del siglo xvii. Prematuramente fallecido, el catálogo de obras documentadas o a él atribuidas es muy reducido. 

## Biografía
Bautizado en Almadén el 24 de agosto de 1645, debió de trasladarse muy pronto a Madrid donde se formó con Juan Carreño de Miranda, en cuya casa, situada frente al convento de San Gil, residía aún en 1666, aun cuando ya en esa fecha se titulaba pintor. De ese año es también su primera obra firmada, el San Jerónimo del Meadows Museum de Dallas, trabajado con técnica suelta y color jugoso aprendidos de Anton van Dyck a través de su maestro.
En julio de 1667 contrató la pintura de cuatro grandes lienzos dedicados a la Pasión para la capilla del Cristo de los Dolores del Hospital de la Venerable Orden Tercera de Madrid, a razón de 1550 reales cada uno. Los cuadros debían de estar concluidos el 10 de julio del año siguiente, cuando se registró el último de los pagos. Conservados en el mismo lugar para el que fueron pintados, se trata del único conjunto documentado que se ha conservado y el que ha servido para fijar su estilo. En ellos el influjo flamenco, con elementos de Van Dyck tanto como de Rubens, se conjuga con las influencias venecianas, evidentes en los tocados orientales y la escalinata veronesiana del Ecce Homo, en cuya composición advirtió Elías Tormo también cierta semejanza con el lienzo de Tiziano del mismo asunto ahora conservado en el Kunsthistorisches Museum de Viena. En la Caída de Cristo camino del Calvario —o Calle de la amargura— y en la Lanzada de Longinos se encuentran recuerdos de Van Dyck y de Rubens respectivamente en su disposición general, con sus amplios espacios y ricas expresiones, aunque sin copiar nunca de sus modelos y con un muy personal tratamiento de la luz, que ilumina fragmentariamente las figuras alternando con zonas en sombra.
Antonio Palomino, al ocuparse de estos lienzos, atribuía también a Cabezalero «los otros seis menores, que están en la sacristía de dicha capilla, todos de la Pasión de Cristo Señor Nuestro, cosa superior». También conservados, Elías Tormo rechazó su atribución, teniéndolos por lienzos «de muy entrado el siglo xviii, y aquellos o en aquello que esté intacto, pues se repintaron algunos en parte y totalmente otros en el xix por Barcia Pabón».
Solo unos días después del último pago por estos lienzos, el 18 de junio de 1668 recibió 1000 reales a cuenta de tres cuadros que debía pintar junto con José Jiménez Donoso para la Cartuja de El Paular. Palomino, posiblemente por error, alude a una pintura al fresco de la historia de San Bruno en el techo de la sala capitular del monasterio junto al altar, «que los otros dos son de Claudio [Coello] y Donoso». No se conservan pero un San Bruno en gloria de colección particular, procedente de la colección del infante Sebastián de Borbón, en la que en 1876 figuraba ya con atribución a Cabezalero, podría ser un boceto para esas pinturas. El punto de vista marcadamente bajo del pequeño óleo, como para ser visto di sotto in sù, permite suponer que fuese concebido para ser trasladado a un lienzo mayor y colocado en un techo, donde Palomino indica que se ubicaba. Aunque en este caso es más probable que se tratase de una pintura al óleo encastrada en la bóveda, no cabe descartar que Cabezalero fuese también pintor al fresco, técnica con la que según Palomino habría pintado al «Padre Eterno, con unos chicuelos, teniendo el mundo, que no se puede hacer cosa mejor», en la capilla del almirante de Castilla junto al convento de Recoletos y unas historias de la Pasión en la capilla situada a los pies de la iglesia del convento de San Plácido. Aunque destruidas todas estas pinturas y los mismos espacios conventuales para los que fueron pintadas, del convento madrileño de San Plácido procede un óleo con la fiesta de Pentecostés conservado en el monasterio de Santo Domingo de Silos, para el que lo compró su abad a las monjas por 1000 pesetas en 1928. De colores jugosos y acusados contraluces, la pieza, poco estudiada, aparece firmada Cavezalero f. en el escalón inferior.
La tasación de la pequeña colección de pinturas de Juana Grimaldo, fechada en octubre de 1669, y su testamento, otorgado el 13 de junio de 1673 con licencia de su madre, por tener con ella «algunas dependencias», son las últimas noticias que se tienen de su vida. Por hallarse gravemente enfermo no pudo firmar ya el documento con sus últimas voluntades, en el que pedía ser enterrado en la parroquia de San Sebastián, de la que era feligrés, y dejaba como heredera a su madre, Isabel Muñoz, viuda, que le sobreviviría diez años. Falleció once días más tarde, el 24 de junio de 1673, en su domicilio de la plazuela del Ángel, casas de Juan de Vargas. Palomino, al lamentar su temprana muerte, alababa su carácter modesto y su mucho estudio.

## Obras atribuidas

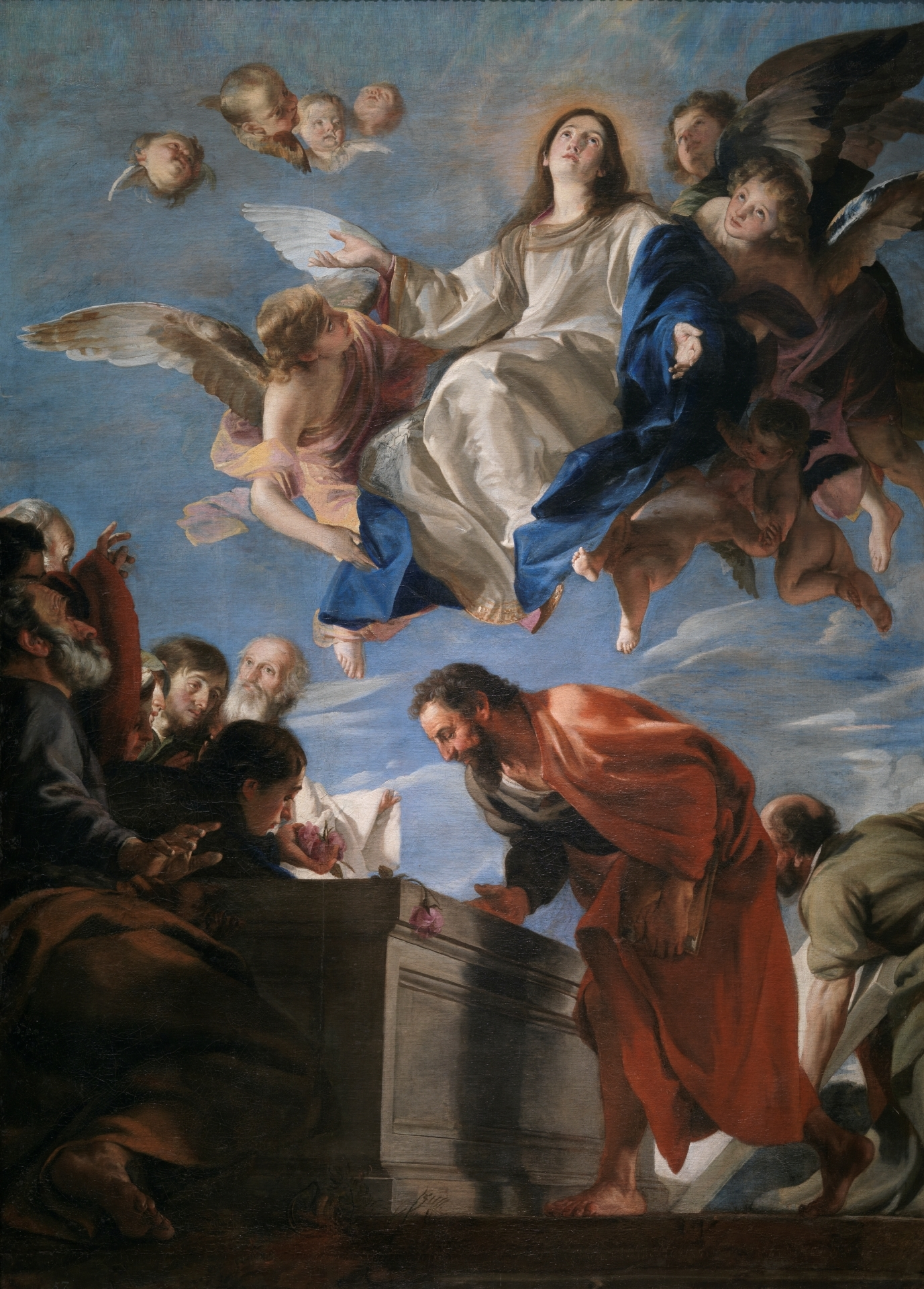
Asunción de la Virgen, óleo sobre lienzo, 237 x 169 cm, Madrid, Museo del Prado. Adquirido por Fernando VII para el museo, figuró en antiguos inventarios a nombre de Mateo Cerezo.

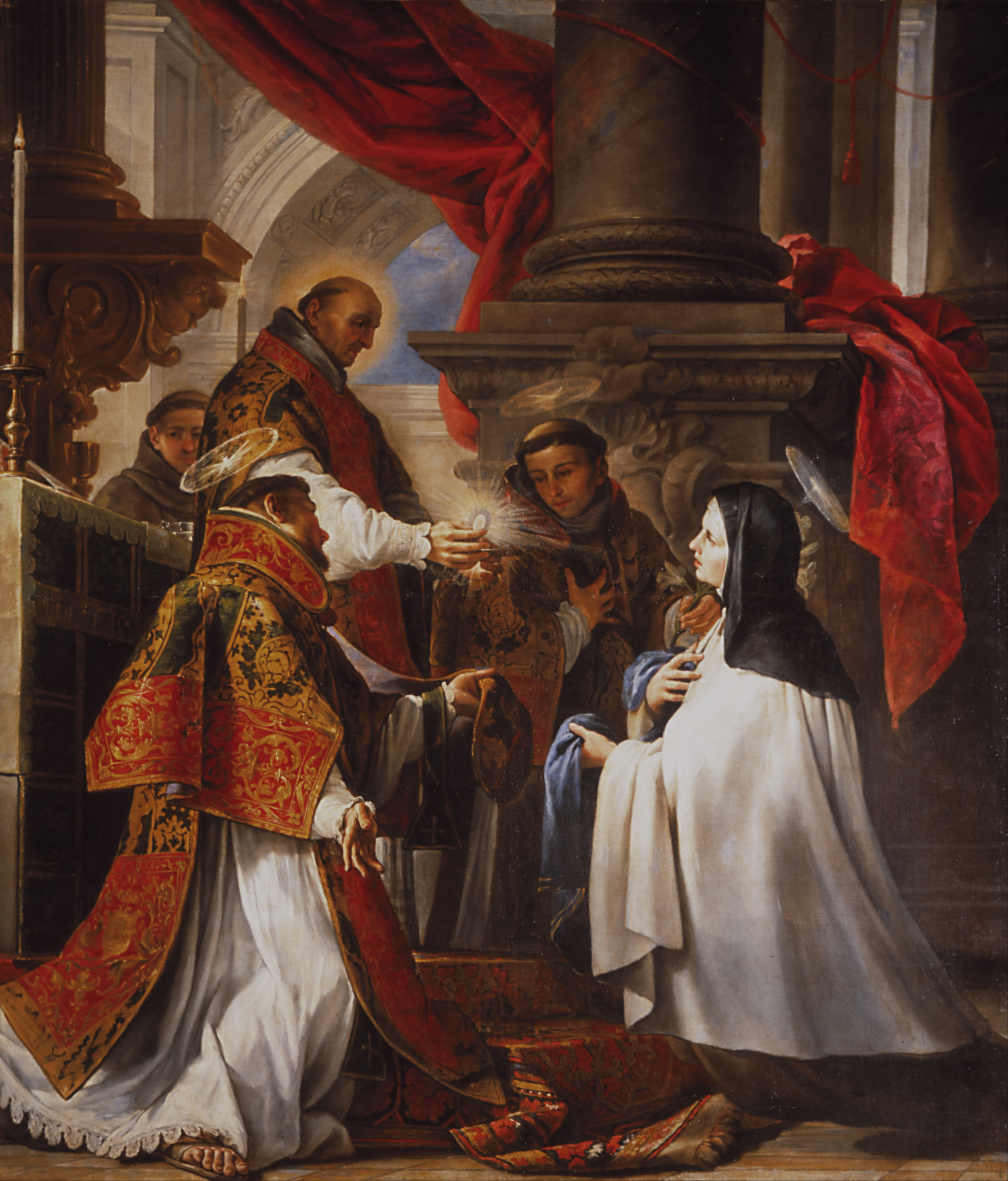
Comunión de Santa Teresa, óleo sobre lienzo, 248 x 222 cm, Madrid, Museo Lázaro Galdiano. Procede de la colección del marqués de Salamanca en cuya venta figuró con atribución a Sánchez Coello primero y más tarde a Claudio Coello.

Las únicas obras de atribución segura, el San Jerónimo de Dallas y los lienzos de la Pasión de la capilla de la VOT de Madrid más el Pentecostés de Silos, han hecho posible asignarle un reducido número de obras de muy notable calidad con las que comparten rasgos semejantes, como las influencias vandickianas matizadas por un atemperado venecianismo, la técnica suelta de Carreño y el tratamiento de las luces por zonas, recortando a contraluz los contornos de las figuras. La ya citada Apoteosis de san Bruno de colección particular comparte con el San Jerónimo el gusto por el escorzo y la iluminación contrastada con contraluces que recuerdan también los de Francisco Herrera el Mozo. La figura del santo se relaciona estrechamente con la figura de la Virgen en la atribuida Asunción del Museo del Prado. Esta a su vez depende de un grabado de Schelte à Bolswert a partir de una composición de Rubens utilizada también, y de una manera más amplia, en una segunda versión del mismo tema propiedad así mismo del Museo del Prado que la tiene depositada en el Museo Municipal de Santa Cruz de Tenerife. Rematada esta última en medio punto, como la estampa, de la que también toma, invertida, la mitad inferior, con los apóstoles en torno al sepulcro vacío, es presumible que proceda de algún retablo, quizá el citado por Antonio Ponz en la desaparecida iglesia de San Bernardino de Madrid como del «estilo» de Cabezalero.
Más libre y segura, la Asunción de la Virgen del Museo del Prado, adquirida por Fernando VII, estuvo asignada en el museo a Mateo Cerezo hasta 1985, cuando se aceptó la atribución a Cabezalero formulada por Martín S. Soria en 1959. El rostro de la Virgen está muy cercano a los tipos femeninos de los lienzos de la capilla de la VOT, en particular al modelo de la Virgen en la Lanzada, y son comunes también los acusados contornos y el tratamiento de las luces, en este caso con un colorido más claro y brillante, acentuado por la mayor limpieza del lienzo. El mismo carácter monumental de las figuras se repite en el llamado Pasaje de la vida de san Francisco, lienzo de difícil interpretación iconográfica conservado así mismo en el Museo del Prado. Procedente del convento de San Hermenegildo de Madrid, donde Antonio Ponz lo mencionaba con la precisa atribución a Cabezalero y formando pareja con un San Pedro de Alcántara, conservado ahora en la Alte Pinakothek de Múnich, al ponerse en venta por el convento en 1786 salieron ambos con atribución a Claudio Coello, que firmó el lienzo de Múnich, describiéndose el madrileño como «San Francisco de Asís en una visión donde Cristo le manifiesta a un sacerdote que no quería admitir el voto». Seleccionado para formar parte del Museo Napoleón, al ser devuelto a España en 1815 ingresó con atribución a Carreño en el museo de la Academia de Bellas Artes de San Fernando del que en 1901 pasó al Prado.
Una «Subida al cielo de San Pedro de Alcántara» debió de ser obra de mérito pues una copia de ella se encontraba entre los bienes de Claudio Coello dejados a su muerte en 1693. Por sus dimensiones, 3 cuartos (aproximadamente 0,615 m) pudiera tratarse del boceto para una composición mayor. Iguales medidas tenía un lienzo con Santa Teresa de Jesús y san Pedro de Alcántara inventariado como obra de Cabezalero entre los bienes dejados por Teodoro Ardemans en 1733. El motivo, la aparición de san Pedro de Alcántara «como cuerpo glorificado» a santa Teresa de Jesús después de muerto, se encuentra tratado en dos lienzos relacionados con Cabezalero: el conservado en la iglesia del Carmen de Jerez de la Frontera, anteriormente atribuido también a Coello, muy semejante en el tratamiento de la luz y en el escorzo del santo a la Asunción de la Virgen del Museo del Prado, y el que se encontraba en el convento de La Latina de Madrid hasta su destrucción en 1936, conocido únicamente por una fotografía que no permite apreciar su autoría.
Un momento distinto de las biografías de san Pedro de Alcántara y la santa de Ávila es el tratado en La comunión de santa Teresa del Museo Lázaro Galdiano, la última obra notable en atribuirse a Cabezalero tras haberlo estado a Coello. Su asunto lo describe en 1743 Andrés de la Calleja en el inventario de los bienes de doña Ana María de Sora, casada con Miguel Antonio de Zuaznábar, importante funcionario de la corte de Felipe V, con la atribución a Cabezalero que ha servido para restituirle su autoría: «pintura de San Pedro de Alcántara, original de Cabezalero, comulgando a Santa Teresa, con San Francisco y San Antonio que sirven de diácono y subdiácono, de tres varas de alto y más de dos varas de ancho con marco liso dorado», tasándolo en 1800 reales.
En sentido contrario, obras alguna vez consideradas de Cabezalero —Inmaculada del Museo de Bellas Artes de Álava, Apostolado de la Academia de San Fernando, que es probablemente serie napolitana y Presentación de la Virgen de la misma Academia, obra segura de Francisco de Herrera el Viejo— deben excluirse de su producción.
Han de considerarse perdidas la Asunción de la Virgen en un óvalo y la Imposición de la casulla a san Ildefonso que Palomino localizaba en la parroquia de San Nicolás de Madrid y el inacabado Cristo Sacramentado con los doctores de la Iglesia y los evangelistas del convento de la Merced, citado también por el biógrafo cordobés. Vicente Poleró, en su Catálogo de los cuadros del Excmo. Sr. D. Enrique Pérez de Guzmán, Marqués de Santa Marta, editado en Madrid en 1875, asignó a Cabezalero un Retrato de un personaje desconocido, de la época de Felipe IV en busto, no teniéndose otra noticia del cuadro ni de la condición de retratista de Cabezalero. Sin justificar la atribución, Poleró lo describía como «hermoso retrato» de un hombre de unos 32 o 34 años considerado retrato de Juan Ruiz de Alarcón, aunque él no tenía esto último por cierto.